# Osiedle Stałe (Nowa Sarzyna)
Osiedle Stałe – część miasta Nowa Sarzyna, w Polsce, w województwie podkarpackim, w powiecie leżajskim, w gminie Nowa Sarzyna.
Na terenie osiedla znajdują się m.in.: szkoła podstawowa, liceum ogólnokształcące, hala sportowa, basen i kompleks sportowy. W pobliżu przepływa rzeka Trzebośnica.